# 新卡利特瓦农村居民点
新卡利特瓦农村居民点（俄语：Новокалитвенское сельское поселение）是俄罗斯联邦沃罗涅日州罗索希区所属的一个农村居民点。其下辖有8个居民点，行政中心为新卡利特瓦。据2016年统计，该农村居民点的人口为2784人。